# Mamouka II de Mingrélie
Mamouka ou Manuchar II de Mingrélie (Mamouka/Manuchar II Dadiani géorgien : მანუჩარ II დადიანი; mort c. 1840), de la maison des Dadiani, est prince de Mingrélie de 1791 à 1793 comme rival de son frère aîné
, Grigol Dadiani, dont le règne perturbé par le vieux conflit avec royaume d'Iméréthie qui lutte contre les efforts de Mingrélie pour conserver sa pleine indépendance. Un différend qui déchire la Géorgie occidentale depuis des siècles. Après la réconciliation des frères en 1799, Mamouka/Manuchar reçoit un apanage constitué du Salipartiano,qu'il perd après l'accession au trône de son neveu Levan, le nouveau prince de Mingrélie après la mort de Grigol en 1804.